# Jan Špelina
Jan Špelina (* 1953) je bývalý český fotbalista, útočník.

## Fotbalová kariéra
V československé lize hrál za Škodu Plzeň. Nastoupil ve 3 ligových utkáních.

## Ligová bilance
| Ročník                                     | Zápasy | Góly | Klub        |
| ------------------------------------------ | ------ | ---- | ----------- |
| 1. československá fotbalová liga 1973/1974 | 3      | 0    | Škoda Plzeň |
| CELKEM                                     | 3      | 0    |             |